# Mapudungun
Cet article concerne la langue mapuche. Pour le peuple mapuche, voir Mapuches.
La langue mapuche, également appelée mapudungun (de l'autoglotonyme mapudungun ou mapuzugun signifiant « langue du terroir ») ou araucan, est la langue des Mapuches, un peuple autochtone d'Amérique originaire des actuels pays du cœur du « Cône Sud » de l'Amérique, le Chili et l'Argentine.
Son nombre de locuteurs actifs est estimé entre 200 000 et 300 000, et le nombre de locuteurs passifs autour de 100 000 personnes supplémentaires. L'immense majorité de ceux qui maîtrisent le mapundungun à un niveau de compétence élevé sont des personnes âgées qui vivent dans des zones rurales de la région de l'Araucanie, où près de la moitié de la population parle au moins un peu cette langue. Elisa Loncón, linguiste et présidente de l'Assemblée constituante du Chili en 2021, en est la principale représentante actuelle.
Cette langue n'est plus que très rarement transmise aux nouvelles générations. Elle n'est quasiment pas utilisée comme langue d'enseignement dans le système éducatif des deux pays, malgré l'engagement du gouvernement chilien à fournir un accès complet à l'éducation dans les zones mapuches du sud du Chili.
Le mapudungun n'est pas une langue officielle du Chili et de l'Argentine et n'a reçu pratiquement aucun soutien gouvernemental tout au long de son histoire, malgré la mobilisation de ses locuteurs pour faire reconnaître leurs droits. Cependant, depuis 2013, le gouvernement local de la commune chilienne de Galvarino, où habitaient alors un peu plus de 9 000 Mapuches, a octroyé au mapundungun le statut de langue co-officielle, en plus de l'espagnol,.
Une multitude de systèmes d'écriture ont été développés pour le mapudungun, mais aucun n'a été largement adopté et la langue est rarement écrite. Il y a un débat politique en cours sur l'alphabet à utiliser comme alphabet standard du mapudungun écrit.
Le mapundungun a influencé le lexique de l'espagnol dans sa zone de distribution et, à son tour, il a incorporé des emprunts linguistiques depuis l'espagnol et le quechua. Il n'a pas été classé de manière satisfaisante et on le considère pour le moment comme une langue isolée.

## Étymologie
En langue mapuche, Mapu signifie « terre » et Che veut dire « humain/peuple », ainsi « Mapuche » signifie « humain/peuple de la terre ». De la même manière « Mapudungun » désigne la « langue de la terre » (de mapu : terre et dungún : mot).
Dans les livres d'histoire, on connaît ce peuple du Sud du Chili et d'Argentine sous le nom d'« Araucans » (en espagnol Araucanos), mais ce mot n'existe pas dans leur langue : ce n'est autre que le nom que les Espagnols ont donné aux autochtones de la zone sud du Chili appelée « Arauco », nom lui-même d'origine inconnue.

## Distribution
En 2021, selon le site Ethnologue, environ 260 000 personnes parlaient le mapundungun.
En 2019, selon Elisa Loncón, une linguiste mapuche, professeur au département d'éducation de l'université de Santiago du Chili et défenseur des langues autochtones, sur 1 400 000 personnes qui se sont déclarées Mapuches au Chili, environ 10 % ont déclaré parler le mapundugun (soit un total de locuteurs actifs d'environ 140 000), 10 % le comprendre et les autres 80 % n'avoir aucune notion de cette langue. Une étude qu'elle a publiée en 2011 cite un recensement réalisé en 2007, selon lequel il y avait alors 248 499 locuteurs au Chili, dont seulement 61 340 le maîtrisaient avec un niveau de compétence élevé ; les deux tiers (165 590) vivaient dans la région de l'Araucanie (ce qui représentait la moitié de la population régionale, parmi laquelle se trouvaient 90%  de tous les Chiliens qui le maîtrisaient à un niveau élevé), un quart (63 344) dans la région des Fleuves ou la région des Lacs, et moins d'un dixième (19 565) dans la région du Biobío. Selon une autre étude publiée en 2007, seulement 2,4 % des locuteurs urbains et 16 % des locuteurs ruraux utilisaient le mapudungun lorsqu'ils parlaient avec des enfants, et seulement 3,8 % des locuteurs âgés de 10 à 19 ans dans le sud du Chili (le bastion de la langue) étaient « très compétents » dans cette langue ; ces données montrent que le mapundungun est « une langue minoritaire abandonnée par un nombre important de ses locuteurs » et indiquent que « la survie de Mapudungun ne peut être garantie que si la situation actuelle change de manière substantielle ».
En 2006, le linguiste Fernando Zúñiga (en) affirme que  le nombre de locuteurs actifs du mapundungun n'est pas connu avec précision, surtout en Argentine, et que les estimations varient beaucoup ; selon lui, pour les populations chiliennes, les estimations les plus prudentes s'étaient stabilisées au cours des décennies précédentes autour de 200 000 locuteurs, avec un nombre de locuteurs passifs proche de 100 000 ; il évalue que ceux qui le parlent le mieux sont principalement des ruraux âgés.
Une étude de 2002 a suggéré que seulement 16 % de ceux qui s'identifient comme Mapuche parlaient alors la langue (locuteurs actifs) et 18 % ne pouvaient que la comprendre (locuteurs passifs) ; ces données suggèrent que le nombre total de locuteurs actifs était alors d'environ 120 000 et qu'il y avait légèrement plus de locuteurs passifs du mapuche au Chili.
Une étude réalisée en 1992 par Carlos Martínez Sarasola sur les Mapuches en Argentine a estimé qu'ils étaient alors entre 27 000 et 60 000 (la plupart vivant dans la province de Neuquén, et les autres étant regroupés en communautés dans les provinces de Buenos Aires, Chubut, La Pampa et Río Negro), mais la proportion de locuteurs du mapundungun parmi cette population n'était pas établie.
En 1982, on estimait qu'il y avait 202 000 locuteurs du mapuche au Chili, y compris ceux qui parlent les dialectes pehuenche et huilliche, et 100 000 autres locuteurs en Argentine en 2000.

## Dialectes

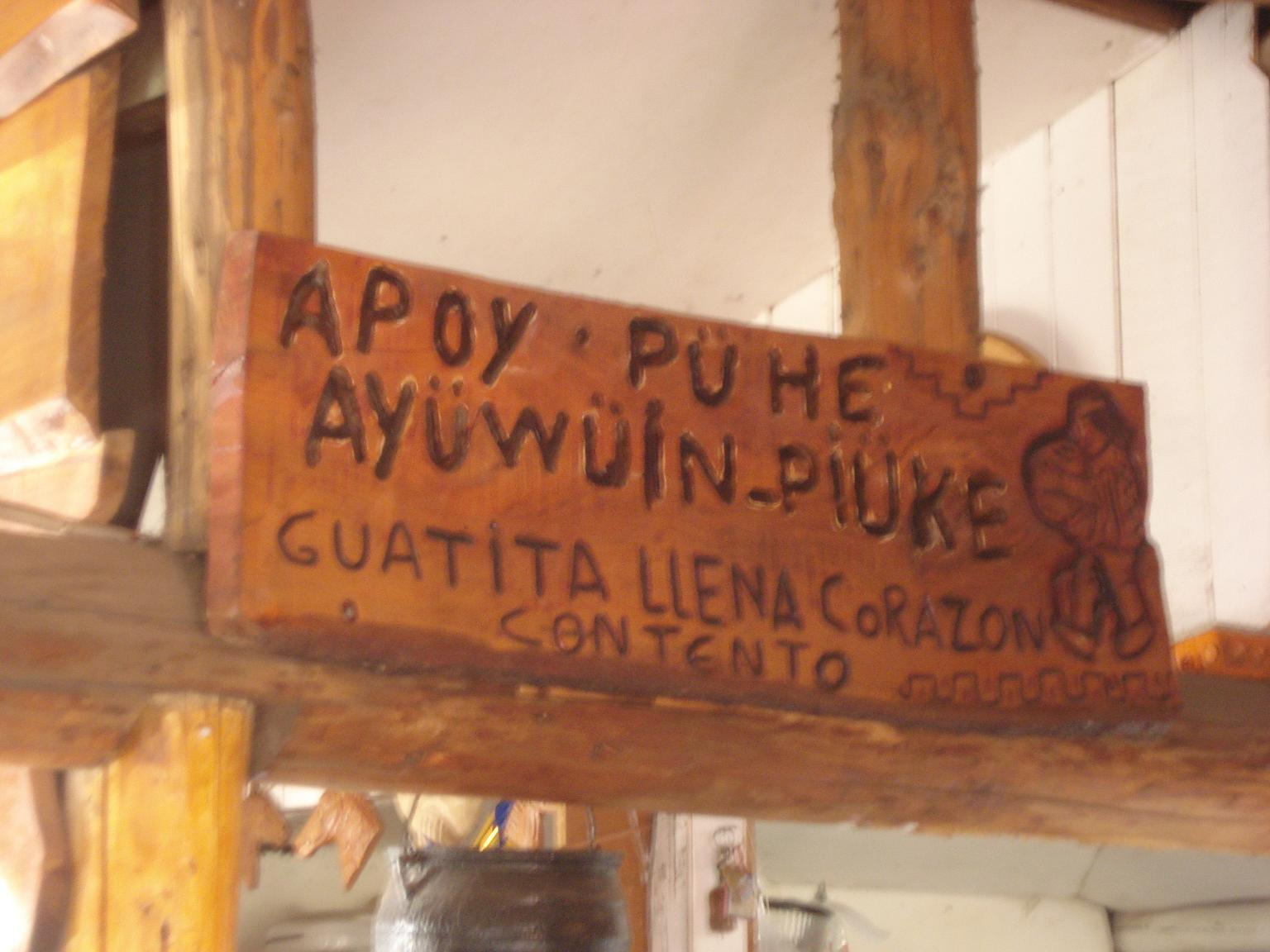
Texte écrit en mapudungun « apoy pühe ayüwüin piüke » et son équivalent en espagnol. Traduction « Estomac plein, cœur content »

La langue mapuche ne présente aucune difficulté pour la compréhension mutuelle. Les locuteurs non-natifs ne peuvent généralement pas distinguer facilement les variations régionales. Les différences sont minimes par rapport aux différents dialectes du français ou de l'anglais, par exemple.
Les dialectes les plus importants sont :
- Picunche (« peuples du nord »), connu par les habitants du sud du Biobío comme chedungun (« parler humain »), et du nord de l'Araucanie, province de Malleco.
- Moluche-pehuenche
  - Moluche (« peuple de l'ouest »), o nguluche (« peuples du centre »), le dialecte le plus diffusé, et le plus productif en œuvres sur la langue. Il est utilisé par les habitants de Limay jusqu'au lac Nahuel Huapi (Argentine) et à Cautín (Chili).
  - Pehuenche (« peuples de l'araucarie'), également chedungun, parlé en Neuquén (Argentine) et au Haut Biobío (Chili).
- Huilliche (« peuples du sud »), parlé dans la région du lac Nahuel Huapi (Argentine), et à Chalileo, à General Acha et auprès du fleuve Colorado, la côte de Osorno et de Chiloé (Chili). La variété de la côte d'Osorno est appelée chesugun, considérée une langue distincte en raison de la très forte influence du castillan.

Le veliche de la région des îles du Chiloé s'est éteint depuis le XIXe siècle. Le dialecte d'Osorno y a été introduit dans les années 1930.
Les locuteurs de l'espagnol chilien qui parlent également le mapudungun ont tendance à utiliser davantage de pronoms impersonnels lorsqu'ils parlent espagnol.

## Phonologie
Il existe six voyelles orales en Mapuche : /i/, /ɨ/, /ɛ/, /a/, /ɔ/ et /u/, qui correspondent exactement aux voyelles orales du polonais.
Les semi-voyelles spirantes /j/, /w/ et /ɣ/ des diphtongues descendantes sont représentées par ‹ y ›, ‹ w › et ‹ g ›.
Le complexe système consonantique du Mapuche comprend les consonnes suivantes :
|            | Bilabiales | Labio-dentale | Dentales | Alvéolaires | Post-alvéolaires | Palatales | Rétroflexes | Vélaires |
| ---------- | ---------- | ------------- | -------- | ----------- | ---------------- | --------- | ----------- | -------- |
| Nasales    | m          |               | n̪        | n           |                  | ɲ         |             | ŋ        |
| Occlusives | p          |               | t̪        | t           |                  |           |             | k        |
| Affriquées |            |               |          |             | t͡ʃ               |           | t͡ʂ          |          |
| Fricatives |            | f             | θ        | s           | ʃ                |           |             | ɣ        |
| Spirantes  | w          |               |          |             |                  | j         | ɻ           |          |
| Latérales  |            |               | l̪        | l           |                  | ʎ         |             |          |

## Accentuation
La place de l'accent en mapudungun est parfaitement prévisible et n'a de ce fait aucune valeur distinctive : les mots qui se terminent par une syllabe ouverte (donc par une voyelle) ont l'accent sur l'avant-dernière syllabe, les mots terminés par une syllabe fermée (donc par une consonne) sont accentués sur la dernière syllabe.

## Écriture
Le Mapuche utilise actuellement l'alphabet latin pour l'écriture. Le tréma sur ü représente la voyelle centrale [ɨ] et c'est le seul accent existant. Voici quelques exemples:
| Mot    | Traduction | Prononciation standard |
| ------ | ---------- | ---------------------- |
| terre  | mapu       |                        |
| cheval |            | kawellu                |
| eau    | ko         |                        |
| feu    | cütral     |                        |
| homme  | wentru     |                        |
| femme  | domo       |                        |
| manger | in         |                        |
| boire  | putun      |                        |
| grand  | fütra      |                        |
| petit  | pichi      |                        |
| nuit   | punh       |                        |
| jour   | antü       |                        |
| jeune  | we che     | wé tché                |
| fleur  | rayen      |                        |

## Emprunts en espagnol et français
La langue mapuche a fait des emprunts à l'espagnol, qui se retrouvent dans la toponymie : le nom de Fofo Cahuel, localité argentine, vient de fofo kawell, « cheval bâté », expression qui dérive des termes espagnols bobo et caballo.
Quelques mots d'origine mapuche se sont introduits en français par l'intermédiaire de l'espagnol, notamment poncho et plusieurs noms d'animaux et plantes tels que : coigüe < koywe ; quillay < küllay ; copihue < kopiwe ; coipo < koypu ; degú < dewü ; pudú < püdü ou püdu, parmi d'autres.